# ジャム (マイケル・ジャクソンの曲)
「ジャム」（Jam）はマイケル・ジャクソンの1992年のシングル。1991年発売のアルバム『デンジャラス』の1曲目に収録されている。作詞はマイケルが単独で行ったが、作曲は本人とテディ・ライリー、ブルース・スウェディン、レネ・ムーアとの共作による。ラップはヘヴィ・Dが担当。

## 解説
歌詞は人口爆発などを危惧した内容になっている。「ジャム」は適当な日本語の訳語を見つけにくい言葉であるが、アルバムの日本語歌詞対訳書では「集中しろ」と訳されている。
この曲は『The Ultimate Collection』、『THIS IS IT』、『The Essential Michael Jackson』の限定盤にも収録された。
ショートフィルムでは、マイケル・ジャクソンと同じ「MJ」のイニシャルを持つNBAバスケットボールのスーパースター、マイケル・ジョーダンと共演している。
デンジャラス・ワールド・ツアーとその模様を収録したライブ・ビデオ『ライヴ・イン・ブカレスト』では一番最初に歌われた歌となった。

## トラック・リスト
3" シングル
1. ジャム
2. スタート・サムシング (ブラザーズ・イン・リズム・ハウス・ミックス)

ザ・アップタウン・リミックス
1. ジャム (ロジャーズ・ジープ・レイディオ・ミックス)
2. ジャム (テディズ・ジャム)
3. ジャム (モア・ザン・イナフ・ミックス)
4. ジャム (アトランタ・テクノ・ミックス)
5. 今夜はドント・ストップ (マスターズ・アット・ワーク・リミックス)

ザ・ダウンタウン・リミックス
1. ジャム (ロジャーズ・クラブ・ミックス)
2. ジャム (シルキー・7インチ)
3. ジャム (E・スムーヴズ・ジャジー・ジャム)
4. ジャム (ザ・ヴィデオ・ミックス)
5. 今夜はビート・イット (モビーズ・サブ・ミックス)

## チャート
| チャート (1992年)                                      | 最高位 |
| ------------------------------------------------------ | ------ |
| オーストラリア (ARIA)                                  | 11     |
| オーストリア (Ö3 Austria Top 40)                       | 28     |
| ベルギー (Ultratop 50 Flanders)                        | 10     |
| カナダ トップシングルス (RPM)                          | 29     |
| カナダ ダンス/アーバン (RPM)                           | 3      |
| カナダ / コンテンポラリー・ヒット・ラジオ (The Record) | 8      |
| カナダ シングル小売 (The Record)                       | 21     |
| ヨーロッパ (Eurochart Hot 100)                         | 21     |
| ヨーロッパ (European Dance Radio)                      | 5      |
| フィンランド (スオメン・ヴィラリネン・リスタ)          | 18     |
| フランス (SNEP)                                        | 8      |
| ドイツ (GfK Entertainment charts)                      | 18     |
| ギリシャ (Pop + Rock)                                  | 8      |
| アイルランド (IRMA)                                    | 5      |
| イタリア (Musica e dischi)                             | 3      |
| オランダ (Dutch Top 40)                                | 9      |
| オランダ (Single Top 100)                              | 12     |
| ニュージーランド (Recorded Music NZ)                   | 2      |
| ポルトガル (AFP)                                       | 6      |
| スウェーデン (Sverigetopplistan)                       | 30     |
| スイス (Schweizer Hitparade)                           | 22     |
| UK シングルス (OCC)                                    | 13     |
| UK / ダンス・チャート (Music Week)                     | 8      |
| US Billboard Hot 100                                   | 26     |
| US Dance Club Songs (Billboard)                        | 4      |
| US Dance Singles Sales (Billboard)                     | 1      |
| US Hot R&B/Hip-Hop Songs (Billboard)                   | 3      |
| US CHR/ポップ エアプレイ・チャート (Radio & Records)   | 9      |

| チャート (2006年)         | 最高位 |
| ------------------------- | ------ |
| フランス (SNEP)           | 55     |
| アイルランド (IRMA)       | 24     |
| イタリア (FIMI)           | 11     |
| オランダ (Single Top 100) | 42     |
| スペイン (PROMUSICAE)     | 1      |
| UK シングルス (OCC)       | 22     |

| チャート (1992年)                                   | 順位 |
| --------------------------------------------------- | ---- |
| オーストラリア (ARIA)                               | 77   |
| カナダ ダンス/アーバン (RPM)                        | 46   |
| 全米 ホット・R&B/ヒップホップ・ソングス (Billboard) | 85   |